# Glochidion brooksii
Glochidion brooksii là một loài thực vật có hoa trong họ Diệp hạ châu. Loài này được Ridl. mô tả khoa học đầu tiên năm 1925.